# Cristina Hechevarría
Cristina Hechevarría (* 24. Juli 1948) ist eine ehemalige kubanische Sprinterin.
Über 100 m gewann sie 1966 bei den Zentralamerika- und Karibikspielen Silber.
1967 siegte sie bei den Leichtathletik-Zentralamerika- und Karibikmeisterschaften über 100 m mit ihrer persönlichen Bestzeit von 11,5 s. Bei den Panamerikanischen Spielen in Winnipeg wurde sie Vierte über 100 m und siegte in der 4-mal-100-Meter-Staffel.
Bei den Zentralamerika- und Karibikspielen 1970 holte sie Bronze über 100 m.